# Desmod
Desmod – słowacka grupa rockowa z Nitry założona w 1996 roku. Personalne zmiany w zespole spowodowały ewolucję granych gatunków muzyki: od heavy metalu, punk rocka, przez crossover do melodyjnego rocka współcześnie. Desmod jest obecnie jedną z najpopularniejszych grup muzycznych na Słowacji.

## Skład
- Mário Kuly Kollár – śpiew
- Dušan Minka – gitara basowa, wokale
- Rišo Synčák – gitara, wokale
- Rišo Nagy – gitara
- Ján Škorec – perkusja
- Michal Kožuch – menadżer

## Dyskografia
- 001 (2000)
- Mám chuť... (2001)
- Derylov svet  (2003)
- Skupinová terapia (2004)
- Uhol pohľadu (2006)
- Kyvadlo (2007)
- Live In Garage (DVD) (2007)
- Vitajte na konci sveta (2010)